# Ustawa kwotowa
Ustawa kwotowa – ustawa z dnia 5 stycznia 2011 r. o zmianie ustawy – Ordynacja wyborcza do rad gmin, rad powiatów i sejmików województw, ustawy – Ordynacja wyborcza do Sejmu Rzeczypospolitej Polskiej i do Senatu Rzeczypospolitej Polskiej oraz ustawy – Ordynacja wyborcza do Parlamentu Europejskiego (Dz.U. z 2011 r. nr 34, poz. 172). Została podpisana 31 stycznia 2011 roku przez prezydenta Bronisława Komorowskiego. Weszła w życie 3 marca 2011 roku. Została uchylona przez kodeks wyborczy, który również uwzględnia kwoty na listach wyborczych.
Ustawa zmieniła ordynację wyborczą do Sejmu, Parlamentu Europejskiego oraz rad gmin, powiatów i sejmików wojewódzkich. Na listach wyborczych do tych organów władzy, udział kandydatek (kobiet) i kandydatów (mężczyzn) nie może stanowić mniej niż 35%. Sankcją za niedopełnienie wymogu kwoty płci jest niezarejestrowanie listy. Ustawa kwotowa nie obejmowała wyborów do Senatu i do rad gmin do 20 tys. mieszkańców (obecnie kwoty nie obowiązują także w wyborach do rad gmin niebędących miastami na prawach powiatu).

## Geneza ustawy
Przyjęcie ustawy kwotowej nastąpiło w wyniku aktywności ruchu obywatelskiego Kongresu Kobiet. Wprowadzenie do ordynacji wyborczej parytetów płci na listach wyborczych, czyli zagwarantowanie kandydatkom i kandydatom 50% udziału na listach wyborczych, było najważniejszym postulatem I Kongresu Kobiet w 2009 roku. Powstał obywatelski projekt ustawy (wówczas nazywanej ustawą parytetową), który został złożony w Sejmie 21 grudnia 2009 roku wraz z podpisami ponad 150 tys. osób.

## Procedowanie ustawy
Pierwsze czytanie projektu odbyło się 18 lutego 2010 roku. Wystąpienie z poparciem inicjatywy ustawodawczej wygłosiła Izabela Jaruga-Nowacka. Projekt ustawy trafił do Komisji Nadzwyczajnej do rozpatrzenia niektórych projektów ustaw z zakresu prawa wyborczego (NOW), a następnie do podkomisji. W toku prac parlamentarnych nad obywatelskim projektem zmniejszono gwarantowany udział kobiet i mężczyzn na listach wyborczych z 50% do 35%.

## Głosowanie
Głosowanie ustawy w Sejmie odbyło się 3 grudnia 2010 roku. Głosowało 404 posłów – za przyjęciem ustawy 241 posłów, przeciw 154, a 9 wstrzymało się od głosu. Głosowanie ustawy w Senacie odbyło się 18 grudnia 2010 roku. Głosowało 90 senatorów – 54 za, 36 przeciw ustawie kwotowej.

## Skutki
Po wyborach w 2011 roku liczba kobiet w parlamencie wzrosła o 3 punkty procentowe.